# 앙토니 오요노
앙토니 앙리 주에 오요노 옴바 토크(프랑스어: Anthony Henri Zué Oyono Omva Torque, 2001년 4월 12일 ~ )는 세리에 A 클럽 프로시노네에서 오른쪽 수비수로 뛰고 있는 가봉의 프로 축구 선수이다. 프랑스에서 태어난 그는 국제적인 수준에서 가봉을 대표한다.

## 구단 경력
2018년 US 불로뉴에 입단한 오요노는 2020년 7월에 1군으로 승격되었고, 2020년 8월 21일에 열린 US 퀘빌루앙과의 샹피오나 나시오날 원정 경기에서 수비수로 선발 출전해 성인 무대 데뷔전을 치렀고, 10월에는 클럽과 3년 연장 계약을 체결했다.
2022년 1월 30일, 오요노는 이탈리아 프로시노네와 2024년 6월 30일까지 계약을 체결했다.

## 국가대표팀 경력
오요노는 2021년 3월 30일 가봉에서 성인 국가대표팀 데뷔 전을 치렀고, 2021년 아프리카 네이션스컵 예선 앙골라와의 경기에서 수비수로 선발 출전하여 2-0 승리를 거두었다.